# Гай Корнелий Рар
Гай Корнелий Рар (на латински: Gaius Cornelius Rarus) e сенатор на Римската империя през 1 век по времето на император Домициан.
През 93 г. Корнелий Рар e суфектконсул заедно с Тукций Цериал (на латински: Tuccius Cerialis). През 108/109 г. той е проконсул на провинция Азия. Член е на колегията Квиндецимвири (XVvir sacris faciundis).